# Faubourg Poissonnière
Pour les articles homonymes, voir Poissonnière.
Le faubourg Poissonnière ou quartier Poissonnière est le nom d'un faubourg et d'un ancien quartier de Paris. Plus anciennement, il s'est aussi appelé quartier ou faubourg de la « Nouvelle-France ».
Les faubourgs étaient les quartiers « fors le bourg » (du latin foris, « en dehors », et bourg), donc en dehors des murs ou au-delà des portes d'une ville.

## Origine du nom
Au Moyen Âge, les poissonniers venant livrer aux Halles leur marchandise en provenance des ports de la mer du Nord et de la partie septentrionale de la Manche auraient emprunté le « chemin des Poissonniers ». La rue Poissonnière située dans le 2e arrondissement correspond à peu près à la partie du chemin englobée dans la ville au moment de la construction de l’enceinte de Louis XIII dite des « Fossés jaunes », au début du XVIIe siècle.
Le chemin se prolongeait, hors des limites de Paris d'avant 1860, dans le faubourg, puis passait entre les communes de Montmartre et de La Chapelle.
Ce chemin, à l'exception d'un court tronçon absorbé par le boulevard Barbès, est devenu la rue du Faubourg-Poissonnière entre les 9e et 10e arrondissements, la rue des Poissonniers dans le 18e arrondissement et l’avenue de la Porte-des-Poissonniers, située tout au nord de la ville, à l’emplacement où se trouvait la porte des Poissonniers dans l’enceinte de Thiers. À Saint-Ouen, commune limitrophe, elle prend le nom de Chemin des Poissonniers pour rejoindre l'Estrée au lieu-dit La Croix Penchée.
C'est la partie située le long de l'actuelle rue du Faubourg-Poissonnière, alors en dehors des murs, qui deviendra le faubourg Poissonnière puis le quartier du faubourg Poissonnière de 1795 à 1860.

## Historique

### Formation du faubourg
Hors des murs de Paris, l'urbanisation se développe autour de ce « chemin des Poissonniers » et ce nouveau territoire est érigé en faubourg en 1648, la rue principale, actuelle rue du Faubourg-Poissonnière, qui traverse ce faubourg prend alors le nom de « chaussée de la Nouvelle-France » car elle conduisait au hameau de la Nouvelle France  créé sur un ancien vignoble dans les années 1640. Vers 1660, cette voie sera rebaptisée Sainte-Anne du nom de la chapelle ouverte en 1658 pour desservir ce nouveau quartier, avant de prendre le nom de rue du Faubourg-Poissonnière.
Sur le plan de la ville et des faubourgs de Paris divisé en ses vingt quartiers par le Sr Robert de Vaugondy de 1771 le quartier est toujours nommé « nouvelle France » et la rue du Faubourg-Poissonnière est nommée rue Sainte-Anne. Sur le plan de Pichon, Ingénieur Géographe, de 1789 Nouveau plan routier de la ville et faubourgs de Paris la rue du Faubourg-Poissonnière est nommée rue Sainte-Anne ou Poissonnière.
Au début du XVIIIe siècle, l'espace entre le « Nouveau Cours » (boulevards de Bonne-Nouvelle et Poissonnière) et le hameau de la Nouvelle-France (au niveau de l'actuelle rue Bleue) était en majorité occupé par des jardins maraichers et donc encore peu construit à l'exception de quelques maisons bâties de 1645 à 1673 dans la rue Bergère et rue du Faubourg-Poissonnière à proximité du boulevard.
Ce quartier se développe après la suppression des nuisances causées par le grand égout à ciel ouvert, canalisé en 1740 et recouvert en 1766-1767 sur lequel sont ouvertes la rue des Petites-Écuries et la rue Richer. Ce développement est en partie l'œuvre des pouvoirs publics qui créent la petite écurie du Roi (autour de l'actuelle cour des Petites-Écuries), l'hôtel des Menus-Plaisirs  et la caserne des gardes françaises bâtie en 1771 (actuelle caserne de la Nouvelle France reconstruite en 1932) et aussi celles de spéculateurs dont Nicolas Lenoir et Claude-Martin Goupy. Ce dernier spécula dès 1770 au faubourg Poissonnière sur des terrains vendus par la communauté des Filles-Dieu dont il était l'entrepreneur, jouant un rôle capital dans l'urbanisation du quartier.
Lors de la création des (anciens) arrondissements de Paris en 1795, le quartier du faubourg Poissonnière sera officiellement créé dans l'ancien IIIe, ce sera le IXe quartier de Paris, il était situé dans le sud-ouest du 10e arrondissement actuel, approximativement entre la rue du Faubourg-Poissonnière, la rue du Faubourg-Saint-Denis, le boulevard de Bonne-Nouvelle et la rue de Chabrol, c'était sur l'emplacement qu'avait occupée la section du Faubourg-Poissonnière sous la Révolution française.

« Les limites de ce quartier sont : la rue du Faubourg-Poissonnière numéros pairs, le mur d'enceinte de la barrière Poissonnière à la barrière St-Denis, la rue du Faubourg St-Denis numéros impairs, et le boulevard Bonne-Nouvelle numéros pairs. Superficie 800,000 m. carrés, équivalant à 0,024 de la superficie totale de Paris. »

— Girault de Saint-Fargeau, Les quarante-huit quartiers de Paris: biographie historique et anecdotique des rues, des palais, des hotels et des maisons de Paris.
La partie sud du quartier entre le boulevard et la rue des Petites-Écuries est située sur les anciennes cultures qui dépendaient des Filles-Dieu, la partie nord-est (nouveau quartier Poissonnière) sur les anciens terrains de l'enclos Saint-Lazare, le territoire entre la rue des Petites-Écuries et la rue de Paradis était compris dans la censive Sainte-Opportune, la partie au nord de la rue Bellefond jusqu'à la rue Pétrelle est en grande partie celle de l'ancien domaine du château Charolais.

### Nouveau quartier Poissonnière
Le « nouveau quartier Poissonnière » sera le nom d'une extension du quartier du faubourg Poissonnière vers le nord sur les terrains lotis de l'enclos Saint-Lazare dont une partie est cédée en 1821 à un groupe de financiers, la « Compagnie du Nouveau Quartier Poissonnière » qui deviendra en 1825 la « Société du nouveau Quartier Poissonnière ».
Un quartier neuf est réalisé autour de la place Charles X qui devint la place Lafayette en 1830 puis la place Franz-Liszt de 1962 à aujourd'hui.
C'est à cette occasion que sera construite l'église Saint-Vincent-de-Paul et que de nombreuses voies seront percées, la rue Charles-X, devenue rue La Fayette, la rue d'Hauteville est prolongée entre la rue des Messageries et la place Franz-Liszt, la rue des Abattoirs, devenue partie est de la rue de Dunkerque, la rue du Chevet-de-l'Église, devenue rue de Belzunce, la rue du Gazomètre, devenue partie de la rue d'Abbeville, la rue du Nord qui sera absorbée par le boulevard de Magenta, la rue des Jardins Poissonnière, devenue rue de Rocroy et la rue des Petits-Hôtels.

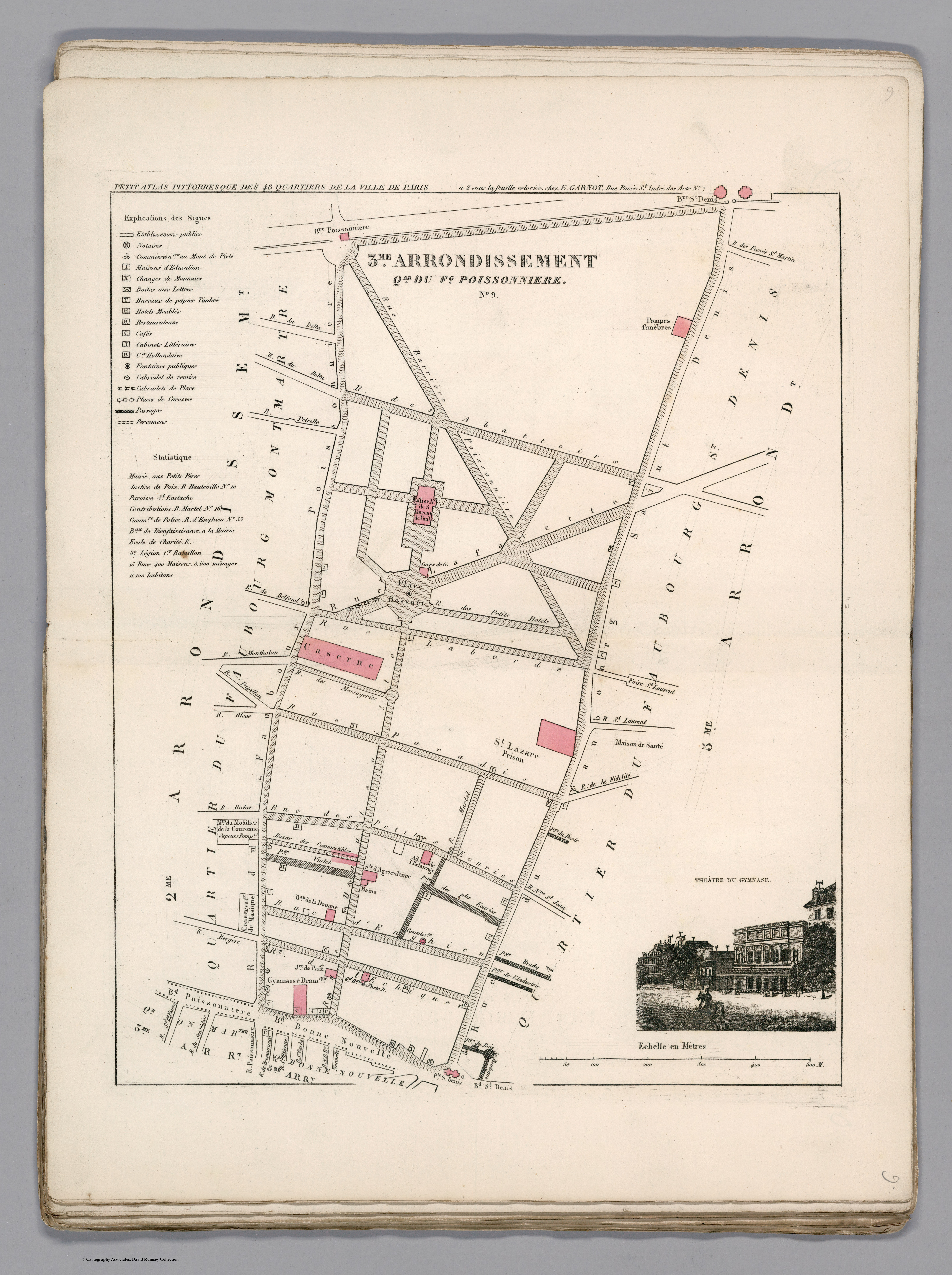
Plan du quartier du Faubourg Poissonnière dans l'ancien 3e arrondissement en 1834.

### Le faubourg Poissonnière aujourd'hui
Le 1er janvier 1860, Paris passe de 12 arrondissements et 48 quartiers ; à 20 arrondissements et 80 quartiers.
Le nom de « quartier du faubourg Poissonnière » n'a alors plus d'existence officielle, mais tout comme on continue à nommer « faubourg » des quartiers aujourd’hui incorporés à la ville de Paris (le faubourg Saint-Antoine, le faubourg Saint-Marcel, le faubourg Montmartre, etc.) on continue d'utiliser ces noms en référence au quartier.
Aujourd'hui, le nom « faubourg Poissonnière » fait toujours référence à l'ancien faubourg, le long de la rue du Faubourg-Poissonnière qui marque la limite entre les 9e et 10e arrondissements.